# José Retik
José Retik, (La Plata, 15 de febrero de 1969) es un escritor argentino. 

## Trayectoria
José Retik nació en la ciudad de La Plata en 1969.  Su primer libro, escrito en colaboración con Luis Alposta, se tituló "¡Araca Lacan!" (2007) y es un puente literario entre el psicoanálisis y el lunfardo. Posteriormente publicó un libro de conversaciones con Pipo Cipolatti sobre la cultura underground de los años ochenta en Argentina, prologado por Tom Lupo. Participó durante cuatro años en el taller de Alberto Laiseca, donde surgió la idea de escribir el Diccionario de Psicopatología Fantástica. El ensayista español Luis Antonio de Villena lo relacionó  con «Stultifera Navis» o «La nave de los locos» de Sebastian Brant y con el «Diccionario del Diablo», de Ambrose Bierce. La obra problematiza la forma en que se realizan las clasificaciones en salud mental desde una visión que hibrida lo fantástico con lo patológico. 
«Los extraestatales» (2020) es una novela que, según Daniel Guebel, prueba una vía alternativa al realismo delirante. En 2024 fue traducida al italiano por Loris Tassi para la colección  Gli eccentrici, Edizioni Arcoris. En 2025 se publicó "Un mundo distinto", su primera novela con la editorial Nudista.
En el plano audiovisual, produjo el documental «Rompenieblas, una historia de psicoanálisis y dictadura», que aborda el compromiso de los psicoanalistas argentinos durante la última dictadura militar. Dirigió la serie televisiva La locura en Argentina, que continúa y actualiza en formato audiovisual las investigaciones realizadas por José Ingenieros y Hugo Vezzetti sobre el tema.
Realizó la investigación de "Amanda, el día que Einstein vivió en La Plata", un telefilm de ficción basado en la histórica visita a la Argentina que realizó el premio Nobel de física.

## Obra

### Ensayos
- ¡Araca Lacan! (1ª edición). Acervo Editora Argentina. 2007. ISBN 978-987-23100-3-5. En colaboración con Luis Alposta.[9]

- Verdades, mentiras y paradojas : diálogos (1ª edición). 2010. ISBN 978-987-02-4815-6. En colaboración con Luis Alposta.[10]
- Diccionario de Psicopatología Fantástica (1.ª edición). Biebel. 2017. ISBN 978-987-1678-88-4 con prólogos de Luis Antonio de Villena y Roberto Papateodosio.
- Diccionario de Psicopatología Fantástica (Ebook). Biebel. 2020. ISBN 978-987-8362-03-8
- ¡Araca Lacan! (2º edición). La Docta Ignorancia. 2020. ISBN 978-987-8407-01-2

### Biografías
- Pipo Cipolatti, lo que nunca se dijo (1ª edición). Distal. 2012. ISBN 978-987-502-329-1. Prologado por Tom Lupo.[11]

### Novelas
- Los extraestatales (1.ª edición). Borde Perdido Editora. 2020. ISBN 978-987-3942-84-6
- Cine líquido (1.ª edición). Borde Perdido Editora. 2022. ISBN 978-987-8479-20-0
- El muñeco (1.ª edición). Borde Perdido Editoria. 2024. ISBN 978-987-8479-35-4
- Gli Extrastatali (Los extraestatales) (1.ª edición en italiano) traduzione di Loris Tassi per Gli eccentrici. Edizioni Arcoris. 2024. ISBN 979-12-81731-10-3
- Un mundo distinto (1.ª edición). Nudista. 2025. ISBN 978-987-8341-83-5

Antologías
- De otro planeta, antología de ciencia ficción y fantasía (1.ª edición). La Comuna Ediciones. 2021  ISBN 978-987-4447-11-1

### Cine y televisión
- Rompenieblas, una historia de psicoanálisis y dictadura (idea original y producción), 2007.[12][13]
- Sifreddi el sodero de la muerte -selección oficial Festival Buenos Aires Rojo Sangre 2009- (producción)[14][15]
- La locura en Argentina (idea original, guion y dirección de la serie televisiva), 2017.[16]

## Premios y becas
- 2012: Beca de Fondo Nacional de las Artes
- 2015: Premio Nacional Fomeca